# Décès en juin 2006
Décès
- 2002
- 2003
- 2004
- 2005
- 2006
- 2007
- 2008
- 2009
- 2010

Pour une information complémentaire, voir la page d'aide.

| Date     | Nom                                 | Activités | Âge | Source |
| -------- | ----------------------------------- | --- | --- | ------ |
| 1er juin | Raymond Davis Jr.                   | physicien américain. Prix Nobel de physique en 2002. | 91  |        |
| 1er juin | Rocío Jurado                        | chanteuse espagnole | 61  |        |
| 1er juin | Daniël van Pottelberghe             | footballeur belge. | 81  | (nl)   |
| 1er juin | Allan Prior                         | écrivain britannique | 82  |        |
| 1er juin | Claude Terrail                      | Chef cuisinier français. Propriétaire et président du restaurant parisien "La Tour d'Argent".                                                                                            | 88  |        |
| 2 juin   | Johnny Grande                       | pianiste américain | 76  |        |
| 2 juin   | Vince Welnick                       | musicien américain | 55  |        |
| 3 juin   | Lakehal Ayat                        | général et homme politique algérien | 70  |        |
| 3 juin   | Jacqueline Oyex                     | peintre et graveuse suisse | 74  |        |
| 4 juin   | Alec Bregonzi (en)                  | acteur britannique | 76  |        |
| 4 juin   | Raúl Indipwo                        | musicien et peintre angolais | 72  |        |
| 5 juin   | Irène Aïtoff                        | pianiste et chef de chant française | 102 |        |
| 5 juin   | Henri Magne                         | copilote de rallye-raid français | 53  |        |
| 6 juin   | Gérard Léonard                      | homme politique français | 60  |        |
| 6 juin   | Arnold Newman                       | photographe américain | 88  |        |
| 6 juin   | Billy Preston                       | musicien américain | 59  |        |
| 6 juin   | Hilton Ruiz                         | pianiste et compositeur américain | 54  |        |
| 6 juin   | Hoda Soltane                        | actrice et chanteuse égyptienne | 81  |        |
| 6 juin   | Léon Weil                           | l'un des 7 derniers poilus | 109 |        |
| 7 juin   | Abou Moussab Al-Zarqaoui            | terroriste islamiste jordanien. Chef du réseau Al-Qaida en Irak. | 39  |        |
| 7 juin   | Chi-Chun                            | écrivaine taiwanaise | 98  |        |
| 7 juin   | Paul Cormier                        | violoniste québécois (Monsieur Pointu) | 84  |        |
| 8 juin   | Robert Donner                       | acteur américain | 75  |        |
| 8 juin   | Mike Forrestal                      | homme politique canadien | 73  |        |
| 8 juin   | Jack Jackson                        | auteur et éditeur de bande dessinée américain | 65  |        |
| 8 juin   | Mykola Kolessa                      | chef d'orchestre, compositeur et pédagogue soviétique puis ukrainien | 102 | (en)   |
| 8 juin   | Talcott Seelye                      | haut fonctionnaire américain. Ambassadeur en Tunisie de 1972 à 1976 et en Syrie de 1978 à 1981.                                                                                          | 84  |        |
| 8 juin   | Sir Peter Smithers                  | homme politique britannique. Secrétaire Général du Conseil de l'Europe de 1964 à 1969.                                                                                                   | 92  |        |
| 9 juin   | Louis Darinot                       | homme politique français | 81  |        |
| 9 juin   | Enzo Siciliano                      | romancier italien | 72  |        |
| 10 juin  | Maurice Deschamps                   | acteur français | 70  |        |
| 10 juin  | Abdul Karim Abdullah al-Arashi (en) | président de la République du Yémen du Nord du 24 juin 1978 au 18 juillet 1978 | 72  |        |
| 11 juin  | Pierre Clerdent                     | homme politique français. Gouverneur de la province de Luxembourg de 1946 à 1953 et de celle Liège de 1953 à 1971 et sénateur de Liège de 1981 à 1988.                                   | 97  |        |
| 11 juin  | Neroli Fairhall                     | athlète néo-zélandaise, première paraplégique qualifiée aux Jeux olympiques | 61  |        |
| 11 juin  | Rolande Falcinelli                  | organiste, pianiste et compositrice française | 86  |        |
| 11 juin  | Tim Hildebrandt                     | illustrateur américain | 67  |        |
| 11 juin  | Bruce Shand                         | major britannique. Père de Camilla Parker Bowles | 89  |        |
| 11 juin  | Georges-Paul Wagner                 | avocat et homme politique français | 85  |        |
| 12 juin  | György Ligeti                       | Compositeur hongrois naturalisé Autriche. | 83  |        |
| 12 juin  | Maurice Regnaut                     | poète français | 78  |        |
| 12 juin  | Kenneth Thomson                     | homme d'affaires canadien | 82  |        |
| 12 juin  | Nijiro Tokuda                       | doyen des japonais | 111 |        |
| 13 juin  | Iska Khan                           | Catcheur et acteur français d'origine kalmouke. | 81  | (fr)   |
| 13 juin  | Charles James Haughey               | homme politique irlandais. Premier ministre de 1979 à 1981, en 1982 et de 1987 à 1992.                                                                                                   | 80  |        |
| 13 juin  | Luis Jiménez                        | sculpteur américain | 66  |        |
| 13 juin  | Vangel Naumovski                    | peintre macédonien | 82  | (en)   |
| 14 juin  | Angelina Acuña                      | poétesse guatémaltèque | 101 |        |
| 14 juin  | Roba                                | dessinateur belge | 75  |        |
| 15 juin  | Raymond Devos                       | humoriste français | 83  |        |
| 15 juin  | Guillaume Driessens                 | coureur cycliste et directeur sportif belge | 94  |        |
| 15 juin  | Abdelmajid Hannaoui                 | peintre et critique d'art marocain | 52  |        |
| 15 juin  | Palé Welté Issa                     | homme politique Burkinabè. Ministre du développement rural de 1978 à 1980. | 83  |        |
| 15 juin  | Carlos Tovar                        | Footballeur international péruvien. | 92  | (es)   |
| 16 juin  | Barbara Epstein                     | journaliste et critique littéraire américaine. Cofondatrice de la prestigieuse revue littéraire "The New York Review of Books".                                                          | 77  |        |
| 16 juin  | Thiounn Thioeunn                    | homme politique cambodgien. Ministre de la Santé de 1975 à 1979. | 86  |        |
| 17 juin  | Arthur Franz                        | acteur américain | 86  |        |
| 17 juin  | Abdoul-Khalim Saïdoullaïev          | président de la république auto-proclamée de Tchétchénie depuis le 8 mars 2005. | 39  |        |
| 18 juin  | Joseph Zobel                        | écrivain français | 91  |        |
| 18 juin  | Mary Ann Lippitt                    | pilote, femme d'affaires et philanthrope américaine | 87  |        |
| 19 juin  | Vlasta Pruchova                     | chanteuse tchèque | 79  |        |
| 19 juin  | István Sarlós                       | homme politique hongrois | 84  | (hu)   |
| 19 juin  | Charles Smith                       | guitariste américain | 57  |        |
| 20 juin  | Bill Daniel                         | homme politique américain. | 90  | (en)   |
| 20 juin  | René Küss                           | professeur de médecine français. L'un des pionniers de la greffe du rein. | 93  |        |
| 21 juin  | Joseph Deckert                      | Footballeur puis entraîneur français. | 82  |        |
| 21 juin  | Jacques Lanzmann                    | écrivain et parolier français | 79  |        |
| 22 juin  | Ekila Liyonda                       | Ministre des Affaires étrangères du Zaïre de 1987 à 1988. | 57  |        |
| 23 juin  | Gerty Colin                         | écrivaine belge | 85  |        |
| 23 juin  | Aaron Spelling                      | producteur américain | 83  |        |
| 23 juin  | Harriet la tortue                   | tortue géante des îles Galápagos. Elle était le plus vieil animal recensé de la planète.                                                                                                 | 176 |        |
| 24 juin  | Tichaona Benjamin Jokonya           | homme politique zimbabwéen. Ambassadeur en Éthiopie de 1983 à 1988, Représentant aux Nations unies de 1992 à 2002. Ministre de l'Information et de la Publicité depuis le 18 avril 2005. | 68  |        |
| 24 juin  | Édouard Landrain                    | homme politique français | 75  |        |
| 24 juin  | Keith Larsen                        | acteur, réalisateur, producteur et scénariste américain | 82  |        |
| 24 juin  | Jean Varraud                        | footballeur, entraîneur et recruteur français. Découvreur de Zinédine Zidane, Johan Micoud, Peter Luccin ou encore Bernard Casoni.                                                       | 85  |        |
| 25 juin  | Akbar Hossain (en)                  | homme politique bangladais. Ministre du Pétrole de 1979 à 1981, ministre de l'Environnement de 1993 à 1996 et Ministre de l'Expédition depuis 2001.                                      | 65  |        |
| 25 juin  | Arif Mardin                         | producteur américano-turc | 74  |        |
| 26 juin  | Omar Boudjellab                     | professeur, médecin généraliste et cardiologue algérien | 76  |        |
| 27 juin  | Eileen Barton (en)                  | actrice et chanteuse américaine | 76  |        |
| 27 juin  | Georges Deschodt                    | journaliste français | 70  |        |
| 27 juin  | Germaine Mounier                    | pianiste et professeur de piano française | 86  |        |
| 27 juin  | Ángel Maturino Reséndiz             | tueur en série mexicain | 45  |        |
| 27 juin  | Charles Cornet d'Elzius             | homme politique belge | 82  |        |
| 28 juin  | Theodore Levitt                     | économiste américain | 81  |        |
| 28 juin  | June Lloyd                          | pédiatre britannique. | 78  | (en)   |
| 28 juin  | Mahmoud Mestiri                     | homme politique tunisien. | 70  |        |
| 29 juin  | Fabián Bielinsky                    | réalisateur argentin | 47  |        |
| 29 juin  | Pierre-Yvon Trémel                  | homme politique français | 59  |        |
| 30 juin  | Alain Dupuis                        | peintre et licier français | 68  |        |
| 30 juin  | Robert Gernhardt                    | écrivain, illustrateur et peintre allemand | 68  |        |